# Meistera ghatica
Meistera ghatica là một loài thực vật có hoa trong họ Gừng. Loài này được Kakunje Gopalakrishna Bhat mô tả khoa học đầu tiên năm 1988 (in năm 1989) dưới danh pháp Amomum ghaticum. Năm 2018, Jana Leong-Škorničková và Mark Newman chuyển nó sang chi Meistera mới được phục hồi.

## Phân bố
Loài này có trong khu vực tây nam Ấn Độ.